# Tommy Flowers
Thomas (Tommy) Harold Flowers, (22 de diciembre de 1905 - 28 de octubre de 1998) era un ingeniero británico que diseñó Colossus, la primera computadora electrónica digital y programable. 

## Biografía
Flowers nació en Londres. Después de un aprendizaje en la ingeniería mecánica, se licenció en ingeniería eléctrica en la Universidad de Londres. En 1926, se unió a la rama de telecomunicaciones de la Administración de Correos (GPO), se trasladó para trabajar en la estación de investigación en la Colina Dollis en el lado noroeste de Londres en 1930. A partir de 1935 hacia adelante, exploró el empleo de la electrónica para cambios telefónicos. Hacia 1939, estaba convencido de que un sistema totalmente electrónico era posible. Este proceso en la conmutación de la electrónica sería una demostración crucial para su diseño de ordenador en la Segunda Guerra Mundial. 
En 1942, Flowers fue fijado en Bletchley Park, 50 millas (80 kilómetros) al noroeste de Londres, para unirse a los esfuerzos rompiendo código allí. Trabajó rompiendo una cifra basada de teletipo llamada "Geheimschreiber" (el escritor secreto) por los Alemanes y "Pescado" por el equipo descodificador inglés que era mucho más complejo que el sistema de Enigma Alemán. El procedimiento de descifre conllevaba el intento de tantas posibilidades que era poco práctico hacerlo a mano. En febrero de 1943, Flowers propuso un sistema electrónico (Colossus) que usaba 1500 válvulas (tubos vacíos).
Como el anterior dispositivo electrónico más complicado había usado aproximadamente 150 válvulas, algunos eran escépticos con que tal dispositivo fuera confiable. Flowers contestó que el sistema británico telefónico usaba miles de válvulas y eran confiables porque la electrónica fue manejada en un entorno estable que incluyó la circuitería todo el tiempo. Años más tarde, Flowers describió el diseño y la construcción de estos ordenadores. Con la prioridad más alta para la adquisición de piezas, su equipo sumamente dedicado construyó el primer ordenador Colossus en 11 meses. Operaba 5 veces más rápido y era más flexible que el sistema anterior, el código llamado Heath Robinson, que usó interruptores electromecánicos. Anticipándose a la necesidad de ordenadores adicionales, se inició un rediseño utilizando 2400 válvulas antes de que el primer ordenador estuviera terminado. El Mark 2 operaba 5 veces más rápido que el primer Colossus. Flowers estimó que podrían ser fabricados a un ritmo de aproximadamente uno por mes.
Diez máquinas Colossus fueron terminadas y usadas durante la Segunda Guerra Mundial en esfuerzos de descifre británicos, y un undécimo ordenador estaba listo para estar de servicio al final de la guerra. Todos excepto dos de los ordenadores Colossus fueron desmontados al final de la guerra. "Los dos restantes fueron trasladados a la oficina central del servicio secreto británico, donde pudieron haber jugado un papel significativo en las operaciones de la guerra fría descifrando claves" (Nova, 1999). Finalmente los dos fueron retirados en 1959 y 1960. 
Después de la guerra, concedieron el reconocimiento limitado a Flowers por una Orden del Imperio británico en el nivel más bajo de MBE (miembro) y £ 1,000. Su trabajo en la informática no fue reconocido adecuadamente hasta los años 1970, porque el proyecto fue restringido según el Acto de Secretos Oficial. Su familia sólo sabía que él había hecho algún 'secreto e importante' trabajo (B.B.C., 2003). 
Después de la guerra, Flowers volvió a la Post Office Research Station donde era el Jefe de la División de Conmutación. Él y su grupo promovieron el trabajo sobre todos los cambios electrónicos telefónicos, completando un diseño básico hacia 1950. En 1964 se hizo el Jefe del Grupo de Desarrollo Avanzado en Standard Telephones and Cables Ltd., retirándose en 1969.